# Viola heterantha
Viola heterantha är en violväxtart som beskrevs av Arturo Caballero. Viola heterantha ingår i släktet violer, och familjen violväxter. Inga underarter finns listade i Catalogue of Life.